# Honoré Parent
Pour les articles homonymes, voir Parent.
Honoré Parent (1891-1968) est un avocat et un haut fonctionnaire québécois. Il fut une figure centrale de l’administration montréalaise entre 1930 et 1944.

## Biographie
Honoré Parent fut le second directeur des services de la Cité de Montréal (le titre prit par la suite, en 1965, la dénomination de secrétaire administratif, puis, tel que c’est le cas actuellement, de directeur-général) à partir de 1930, puis cumula aussi le poste de directeur du Service des finances à partir de 1936. 
Entré d’abord au département du contentieux en 1922, cet avocat près du monde des affaires (par son passage aux HEC à titre d’enseignant) réussit brillamment à gérer les affaires de la cité dans la période d’extrême instabilité économique suivant le krach de 1929. Sa réussite au poste de directeur des services est notable puisqu’en 1940, malgré l’instauration d’une tutelle gouvernementale découlant de la situation financière difficile de la cité (croulant sous la dette générée par la mise en place des programmes d’aide sociale visant à répondre au contexte de la crise économique, l’emprunt était devenu impossible), il conserva la confiance du gouvernement et fut nommé administrateur-délégué de la Cité de Montréal pour la Commission municipale du Québec. 
Assisté du trésorier Louis Fabien Phillie, Parent précisa durant ses mandats les domaines d’intervention de l’administration tout en étant le principal responsable de la professionnalisation de la fonction publique municipale. Réel père fondateur de l’administration publique montréalaise, il est entre autres responsable de la création de plusieurs services municipaux, dont le Service de l’urbanisme, en 1941,,,.